# 族譜

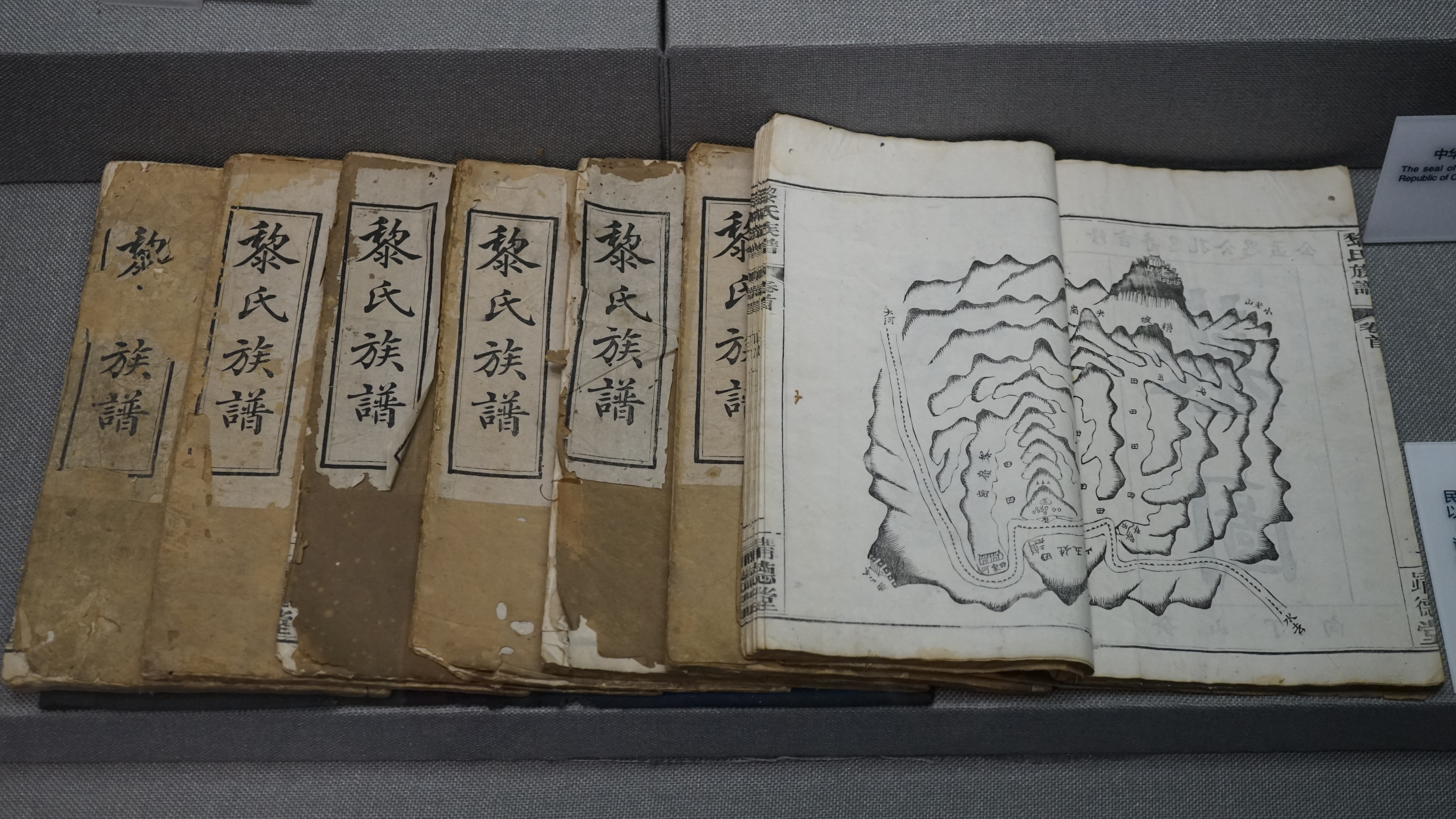
黎氏族譜（黎元洪が所属する一系、辛亥革命武昌起義記念館所蔵）

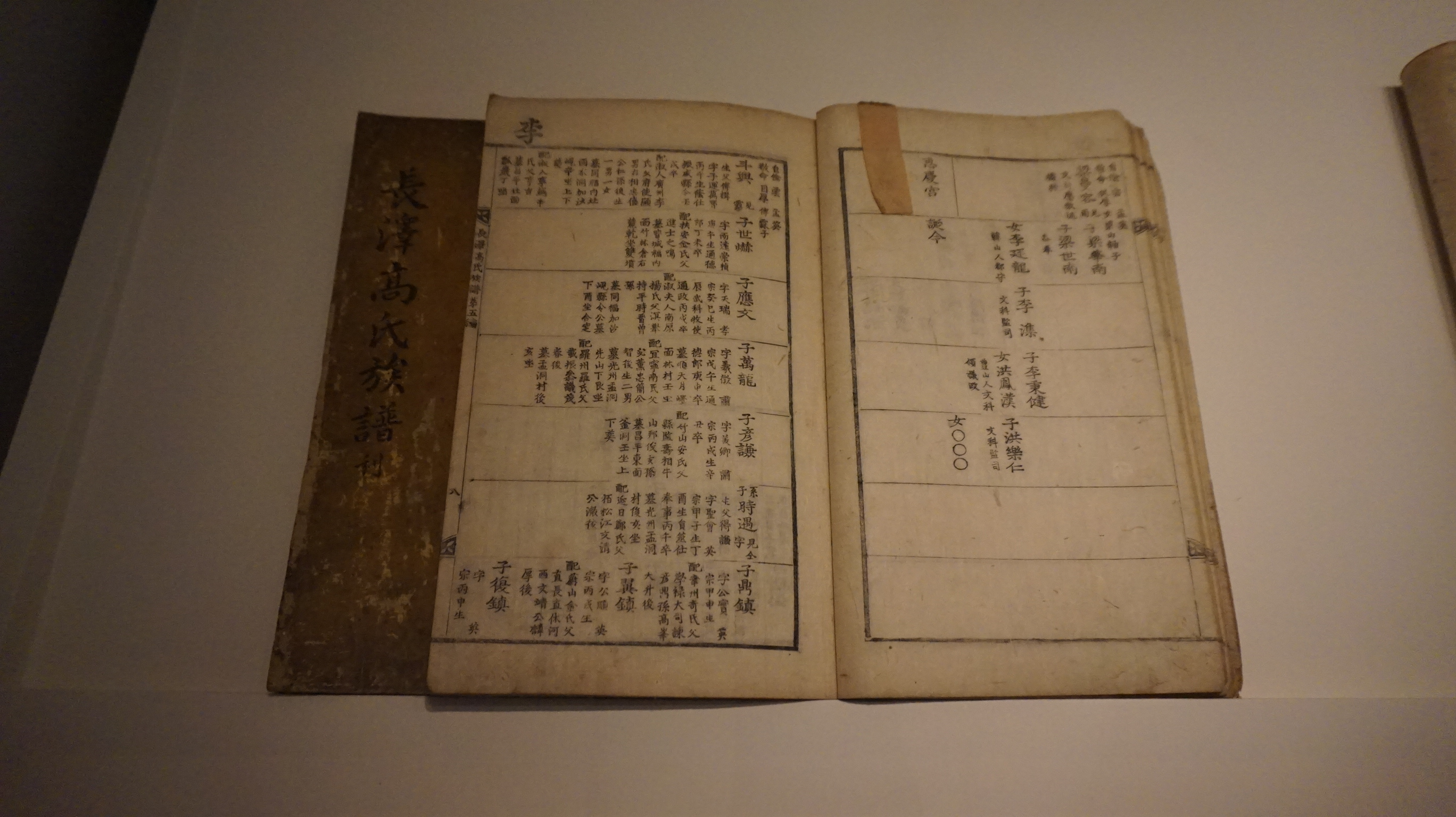
長沢高氏族譜（国立中央博物館所蔵）

族譜（ぞくふ）とは、中国における父系血縁集団である宗族が、系図（世系）を中心に重要な人物の事績、重要な事件、あるいは家訓などを記載した文書である。また、その影響を受けて東アジアにおいて作られるようになった同種の親族集団の家系に関する文書である。
家譜、譜牒，宗譜、家乗、世譜、世牒、支譜、房譜などともいう。
本来は一族の始祖から歴代の続柄・経歴・事績などを文章にして書き連ねていったものであり、親子兄弟関係を線で結んで人名の脇に経歴・事績を簡単に付記した系図とは異なるものである。
中国においては父系血縁集団の文書であるため、女系の先祖・子孫は掲載されない。また、個別の文書の名称としては「宗譜」がもっとも多い。
朝鮮半島、琉球、ベトナムなどでは概ね中国に準じるが、それぞれに作成した親族集団の規模、範囲、性格の違いによって、多少の相違が存在する。
宗族の同じ世代に共通して使う文字（輩行字・行列。通常、二字名の一字を共通させる）を長老などの会議によって何世代分も予め決める風習がおおよそ宋代あたり以降あったが、大陸では現在ほとんど廃れている。（半島については、人名#朝鮮半島の名前参照）。この方式による命名と戸籍名などが違う場合、この方式によってつけられ族譜に記載される名前を譜名という。

## 中国の族譜
殷代にはすでに表面に系図の刻まれた金属製の武器が見つかっているが、譜牒が成立したのは西周のことである。
隋唐期には系譜が重んじられ、系譜が家蔵されるようになり、官製・私製のさまざまな系譜が作られた。
明清期には宗族の観念が隆盛を迎え、全ての宗族の男性の諱、字、生辰八字、卒年、妻子、墳墓、業績、家訓等々のさまざまな事柄が詳細に記載されるまでになった。
中華人民共和国の成立後、文化大革命のさなかには、破四旧（旧思想、旧文化、旧風俗、旧習慣の打破）運動によって、多くの族譜が破棄、時には焼却され失われた。
もっとも古くから完備している族譜としては孔子世家譜があげられ、これは王族以外でもっとも長い家系図としてギネスブックに記載されている。

## 日本の族譜
日本でも奈良時代後期から平安時代にかけて従来の氏文に代わって作成されるようになった。ただし、日本では中世以後に衰退し、江戸時代には本来の家譜に相当するものは、由緒書と呼ばれるようになり、一方「家譜」という語は系図の別称として扱われるようになった。江戸時代には家意識の高まりとともに『寛政重修諸家譜』など、「家譜」の名称を冠した系図集が盛んに作成されるようになった。

## 朝鮮の族譜
朝鮮半島の族譜（ぞくふ、チョクポ）は中国の族譜を範としてつくられたもので、朝鮮においては15世紀までさかのぼることができる。
1403年につくられた水原白氏の族譜が現存最古の族譜とされるが、この族譜は序文しか残っていない。両班たちの間に宗族概念が浸透し、祖先祭祀や相続の制度が定まっていく朝鮮王朝（李氏朝鮮）中期の16世紀以降に族譜の編纂が広く行われるようになった。火事に遭った場合、最初に持ち出すのは族譜といわれたほど重要な地位を占めるようになった。
朝鮮の親族集団には、姓と始祖・本貫を同じくする宗族集団があり、その中で有力な人物（著名な学者・政治家など）を派祖とする派と呼ばれるグループに分かれている。「族譜」には、25～30年ごとに派ごとに編纂される「派譜」と、宗族全体を収録した「大同譜」がある。
伝統的な族譜は、宗族の男性構成員について、生没年月日、経歴、配偶者などが記載される。配偶者は姓と本貫のみの記載であり、女子には本人の名が載せられずに夫と子の姓名・本貫が記される。
族譜は、近代戸籍制度とは異なる原理による編纂物であり、族譜に載せられる名と戸籍上の名が異なることもある。
韓洪九によると、朝鮮の族譜のうち数えて約40パーセントから50パーセントの姓氏は帰化人の姓氏である。同じく金光林によると、朝鮮の姓氏の半分は外国人起源であり、大半は中国人に起源に持つ。
岸本美緒と宮嶋博史によると、朝鮮の一族には、中国から帰化した帰化族が相当存在しており、代表的なものでは慶州偰氏・延安李氏・南陽洪氏・海州呉氏・安東張氏・豊川任氏・咸従魚氏・居昌愼氏・原州邊氏などであり、なかでも延安李氏・南陽洪氏・豊川任氏は、李氏朝鮮時代屈指の名家であり、これらの帰化族の朝鮮への移民時期は、伝承的な性格の場合と、移民時期・移民者が明確な場合とに分類でき、特に宋・元時代、なかでも元から支配されていた時代に移民しているが、しかし李氏朝鮮時代には見られなくなり、高麗時代までは移民を容易に受け入れていた極めて弛緩した社会であったという。

### 現代の韓国における状況
資本主義化が急進展した1980年代以降の韓国では、都市部の若い夫婦を中心に、族譜に囚われない命名が、人気を集めている。その多くは、韓国固有語で感性的な命名をし、漢字表記を持たない。漢字復活を主張する人々は、族譜に基づかない命名が一般化した場合、漢字は永久に復活しなくなると危機感を募らせる。ただし、若夫婦の判断で、族譜に基づかない命名を行なった場合にも、故郷の族譜には、族譜の規定通りの記載がされている場合が多いという。
近年の族譜は、娘や配偶者の記述を詳しくしたもの、ハングルで表記をしたものもある。

### 現代の北朝鮮における状況
北朝鮮では建国後、封建主義の残滓として宗族制度は否定され、族譜を新たに編纂することは禁じられている。北朝鮮の国民のほとんどは自分の本貫や祖先のことを知らず、それらのことを話題にすることはない。また、本貫を共有する一族が集まる為の組織やそのような一族による会合もいまや存在しないという。

### 族譜を扱った作品
- 梶山季之『族譜』

小説。1952年『広島文学』初出。のち、1961年に『文學界』に加筆して発表される。創氏改名に抗って自殺した両班の悲劇と、それに立ち会った総督府官僚の日本人青年を描く。韓国で映画化（イム・グォンテク監督『族譜』）もされている。

## 註
1. ↑  韓洪九 (2006). 21세기에는 바꿔야 할 거짓말 Lie should be changed in the 21st century. 한겨레출판사　ハンギョレ. ISBN 8984311979
2. ↑  金光林 (2014). A Comparison of the Korean and Japanese Approaches to Foreign Family Names. Journal of Cultural Interaction in East Asia Vol.5　東アジア文化交渉学会
3. ↑  岸本美緒、宮嶋博史『明清と李朝の時代　「世界の歴史12」』中央公論社、1998年。ISBN 978-4124034127。p17
4. ↑  朝鮮日報・著、宮塚利雄・訳『朝鮮日報熱筆コラム　北朝鮮の常識100』（小学館、2000年）